# 易卜拉欣·塔日耶夫
易卜拉欣·塔日耶维奇·塔日耶夫（俄语：Ибрагим Тажиевич Тажиев；1904年4月7日（格里历：4月20日）—1960年9月28日），哈萨克族，苏联党和国家领导人。曾任哈萨克苏维埃社会主义共和国人民委员会主席、部长会议副主席、哈共中央委员会书记等职。

## 生平
- 1904年4月7日（格里历：4月20日）出生于沙俄锡尔河州。14岁时父母双亡，在塔什干孤儿院长大。1923年毕业于哈萨克国立教育学院。
- 1923年-1926年，列宁格勒理工学院工作。
- 1926年-1930年，加里宁列宁格勒理工学院热力装置机械专业学习。1930年加入联共（布）。
- 1930年-1931年，加里宁列宁格勒理工学院研究生院学习，全苏锅炉和涡轮机研究所函授班教育处主任。
- 1931年，莫斯科Orgenergo工厂动力组副组长，工程师。
- 1931年-1932年，塔什干Orgenergo工厂总工程师，经理。
- 1932年-1933年，Sredazenergo工厂经理。
- 1933年-1936年，阿拉木图第1热电厂副厂长、建设部负责人。
- 1936年-1937年，阿拉木图能源公司经理。
- 1937年-1940年，哈萨克苏维埃社会主义共和国人民委员会副主席，主管建设、工业、采购工作。期间，1937年-1938年，哈萨克苏维埃社会主义共和国公共事业副人民委员、人民委员。1938年5月-7月，哈萨克苏维埃社会主义共和国人民委员会代理主席。
- 1940年-1942年，卡拉干达州水电站建设负责人。
- 1942年，卡拉干达冶金厂建设负责人。
- 1942年-1943年，苏联电力人民委员会下属Glavpromenergomontazh工厂厂长。
- 1943年-1951年， 哈萨克苏维埃社会主义共和国人民委员会/部长会议副主席，兼任国家计划委员会主席。
- 1951年-1953年，苏联电力部副部长。
- 1953年-1954年2月，哈萨克苏维埃社会主义共和国部长会议副主席。
- 1954年2月-1959年4月，哈共中央委员会书记，因铁米尔套骚乱被免职。
- 1959年4月起，哈萨克苏维埃社会主义共和国部长会议驻苏联部长会议代表。
- 1960年9月28日于莫斯科逝世，享年56岁，葬于新圣女公墓。

塔日耶夫是苏共20-21大代表，第5届苏联最高苏维埃民族院代表；第2-5届哈萨克苏维埃社会主义共和国最高苏维埃代表。

## 荣誉
- 两次列宁勋章
- 三次劳动红旗勋章
- 荣誉勋章